# باربرا باز
باربرا راكيل باز (بالبرتغالية: Bárbara Paz) (ولد في 17 أكتوبر 1974) ممثلة وعارضة أزياء برازيلية.

## روابط خارجية
- باربرا باز على موقع IMDb (الإنجليزية)
- باربرا باز على موقع قاعدة بيانات الفيلم (الإنجليزية)